# Reliance Industries
Reliance Industries – indyjski konglomerat z siedzibą w Mumbaju. Prowadzi działalność w wielu sektorach, w tym energetykę, petrochemikalia, gaz naturalny, handel detaliczny, telekomunikację, masowe media i tekstylia. Reliance jest jednym z najbardziej rentownych przedsiębiorstw w Indiach, największą spółką notowaną na giełdzie w Indiach pod względem kapitalizacji rynkowej i największą spółką w Indiach pod względem dochodów. W 2022 roku było 100. co do wielkości przedsiębiorstwem świata według magazynu Fortune.